# Marrus claudanielis
Marrus claudanielis is een hydroïdpoliep uit de familie Agalmatidae. De poliep komt uit het geslacht Marrus. Marrus claudanielis werd in 2005 voor het eerst wetenschappelijk beschreven door Dunn, Pugh & Haddock. 